# Anriette Esterhuysen
Anriette Esterhuysen est une femme qui défend les droits humains, et une pionnière des réseaux informatiques en Afrique du Sud.
Elle a été la première à utiliser les technologies de l’Internet et des communications (TIC) pour promouvoir la justice sociale en Afrique du Sud et dans le monde, en mettant l’accent sur un accès abordable pour tous à l'Internet.
Elle a été directrice exécutive de l' Association for Progressive Communications (APC) de 2000 à avril 2017, date à laquelle elle est devenue directrice de la politique et de la stratégie d'APC.

## Biographie

### Scolarité
Esterhuysen est titulaire d’un BA en sciences sociales, d’un diplôme de troisième cycle en bibliothéconomie et sciences de l’information et d’un BA en musicologie de l’Université du Witwatersrand. Durant ses années universitaires, elle a été coordinatrice de campus pour la South African Student Press Union.

### Activités professionnelles
En 1994, Anriette est devenue la première directrice exécutive de SANGONeT, une ONG sud-africaine de communication qui était elle-même une fusion de Worknet  (ONG de communication et membre de l' Association for Progressive Communications) et de l'initiative Handsnet du Development Resources Centre. SANGONeT a fourni une connectivité Internet, une formation technique et un hébergement de sites Web aux organisations de la société civile, aux syndicats et à d'autres personnes engagées dans le mouvement démocratique de masse.
En 1992-1993, elle a été directrice des services d'information au Development Resources Centre , en Afrique du Sud, où elle a créé une bibliothèque et un service de nouvelles en ligne pour le secteur des ONG en Afrique du Sud et dans le sud de l'Afrique, tout en mobilisant les technologies de l'information pour faciliter les échanges d'informations et de communications dans le secteur du développement au sens large. Auparavant, elle était bibliothécaire en chef et consultante auprès du Conseil des églises d'Afrique du Sud  (SACC), où elle a facilité la formation aux techniques de documentation et à la gestion de l'information.

### Activités militantes
À partir de 1980, Esterhuysen a été active dans la lutte contre l'apartheid.
Grâce à son travail à la SACC et au fait que l'Église est devenue un espace important de la société civile  au plus fort de la lutte contre l'apartheid, elle a constaté l'importance croissante de la technologie pour accéder à l'information et la partager. «À la fin des années 80, des groupes anti-apartheid, des fédérations syndicales, des organisations environnementales et des membres du mouvement vert ont commencé à utiliser les technologies de communication émergentes pour poursuivre leurs travaux sur la justice sociale et l'activisme. C'est à partir de ce développement qu'APC a été formé (en 1990). Au cours de la transition vers la démocratie, Esterhuysen a œuvré à la promotion de l’utilisation des TIC auprès de la nouvelle communauté d’ONG locales.

### Activités en lien avec les NTIC et l'internet
Esterhuysen est actuellement membre du groupe consultatif multipartite du Forum sur la gouvernance de l'Internet.
Elle est aussi  l'une des fondatrices de Women's Net  en Afrique du Sud.
Elle a siégé au comité consultatif technique de la Commission économique des Nations Unies pour l'Afrique et aux conseils d'administration de la Global e-Schools and Communities Initiative et d' Ungana-Afrika .
Avant de rejoindre APC Esterhuysen, elle était directrice exécutive de SANGONeT, un fournisseur de services Internet sud-africain.
De 2002 et 2005, elle a été membre du Groupe de travail des Nations unies sur les technologies de l'information et de la communication .

## Récompenses et réalisations
Elle était l'une des cinq finalistes de la personnalité informatique de l'année en Afrique du Sud en 2012.
Elle a été intronisée au Temple de la renommée de l'Internet en 2013 en tant que "Global Connector",.
En 2015, elle a remporté le prix Pioneer décerné par la Electronic Frontier Foundation.

## Publications
- Anriette Esterhuysen, Toward a Social Compact for Digital Privacy and Security, Centre for International Governance Innovation and Chatham House, 2016.
- Anriette Esterhuysen, Shifting Power and Human Rights Diplomacy, Amnesty International, 2014.
- Anriette Esterhuysen, ¿Por qué enfocarnos en los derechos económicos, sociales y culturales?, América Latina en Movimiento, 2016.
- Anriette Esterhuysen, « Access: the first and final frontier », dans Internet Governance Forum: Creating Opportunities for All, 2010.
- Anriette Esterhuysen, « Circling the point: from ICT4D to Web 2.0 and back again », dans Participatory Learning and Action, 2009.
- Anriette Esterhuysen, « Reflections on the Internet Governance Forum from 2006-8 », dans Internet Governance Forum (IGF): The First Two Years, 2008.
- Anriette Esterhuysen, « Open, Universal, and Affordable Access to the Internet », dans The Power of Ideas: Internet Governance in a Global Multi-Stakeholder Environment, 2007.
- Anriette Esterhuysen, « Women's human rights in the Information Society », dans Human Rights in the Global Information Society, 2006.
- Anriette Esterhuysen, « The right to development », dans Human Rights in the Global Information Society, MIT Press, 2006.
- Anriette Esterhuysen, « Participation in development processes: can ICT make a difference? », dans Access, Empowerment & Governance: Creating a World of Equal Opportunities with ICT, Global Knowledge Partnership, Kuala Lumpur, 2005.
- Anriette Esterhuysen, « Participation of communities, stakeholders and users », dans How to Get Started and Keep Going: A Guide to Community Multimedia Centres, UNESCO, 2004.
- Anriette Esterhuysen, « What Does the “Information Society” Mean for Social Justice and Civil Society? », dans Information Technologies and International Development, MIT Press, 2003.
- Anriette Esterhuysen, The Telecentre Cookbook for Africa: Recipes for self-sustainability, UNESCO, 2001.
- Anriette Esterhuysen, Globalisation and Cooperation: Establishing Dialogue, the Information Management Working Group of the European Association for Development Training and Research, 2000.
- Anriette Esterhuysen, Civil society use of the Internet, Helsinki, the Inter Press Service Council meeting, 1998.
- Anriette Esterhuysen, How civil society organisations in Africa use the Internet, Rhodes University, Grahamstown, Highway Africa, 1997.
- Anriette Esterhuysen, Women and the Internet, Botswana, the Commonwealth Conference of Ministers of Education, 1997.
- Anriette Esterhuysen, The use of information and communications technologies in managing and sharing gender information in Africa, 1997.
- Anriette Esterhuysen, « The role of SANGONeT in providing information for development in South Africa », dans Meta-Information Bulletin, 1995.
- Anriette Esterhuysen, « The role of the Internet in facilitating regional linkages in Southern Africa », dans Electronic Library, 1995.
- Anriette Esterhuysen, A guide to compiling local community resource maps, The Development Resources Centre, 1992.
- Anriette Esterhuysen, « Women and the environment in South Africa », dans Healing the Earth: Women’s Strategies for the Environment, 1991.
- Anriette Esterhuysen, « Collection Development », dans EDICESA Manual on documentation Techniques, 1991.